# Képesség (rendszermérnökség)
Rendszermérnökségi értelemben a képesség egy meghatározott cselekvési irány végrehajtásának képességét jelenti. Egy képességhez társulhat szándék, de ez nem feltétlenül szükséges. A kifejezést használják a védelmi iparban, de a magánszektorban is (például hiányelemzés esetén).

## Képességbeli hiányosságok elemzése
A Közös Képességek Integrációs Fejlesztési Rendszere (Joint Capabilities Integration Development System – JCIDS) fontos része az amerikai Védelmi Minisztérium (DoD) katonai tervezésének. A „JCIDS működése” bevezet egy képességalapú elemzési (Capability Based Analysis – CBA) folyamatot, amely magában foglalja a képességbeli hiányosságok azonosítását is. Lényegében a képességbeli hiányosságok elemzése (Capability Gap Analysis – CGA) azon szükséges képességek meghatározását jelenti, amelyek jelenleg még nem léteznek.  A Védelmi Minisztérium Architektúra Keretrendszere (DoDAF) javasolja az Operatív Tevékenységmodell (OV-5) alkalmazását a CGA végrehajtásához.

## Fordítás
Ez a szócikk részben vagy egészben  a   Capability (systems engineering) című angol Wikipédia-szócikk ezen változatának fordításán alapul.  Az eredeti cikk szerkesztőit annak laptörténete sorolja fel. Ez a jelzés csupán a megfogalmazás eredetét és a szerzői jogokat jelzi, nem szolgál a cikkben szereplő információk forrásmegjelöléseként.